# Mathurin Cherpitel
Mathurin Cherpitel est un architecte français né à Paris en 1736 et mort à Paris le 13 novembre 1809.

## Biographie
Fils d'un maître-menuisier parisien installé rue de Bourgogne, Mathurin Cherpitel suivit l'enseignement de Jacques François Blondel et passa trois ans comme dessinateur dans l'agence d'Ange-Jacques Gabriel avant de remporter le Premier Grand Prix de Rome au concours de 1758. À Rome, Cherpitel réalisa des relevés de bâtiments ainsi que des dessins pittoresques dont beaucoup ont sans douté été attribués à son ami Hubert Robert.
Revenu à Paris, il eut de grandes difficultés à percer. Son père, employé sur plusieurs chantiers dans le faubourg Saint-Germain, parvint à lui faire obtenir quelques commandes. Vers 1765, il fut employé dans l'agence de François Dominique Barreau de Chefdeville au Palais Bourbon. Pour le duc d'Harcourt, il fit des dessins pour une reconstruction de l'hôtel de Locmaria, rue de l'Université. En 1766, il participa au concours remporté par Claude Nicolas Ledoux pour la reconstruction de l'hôtel d'Uzès, rue Montmartre. En 1768, il obtint enfin sa première commande : le lieutenant général de police, Antoine de Sartine, le chargea de construire l'immeuble du Bureau des nourrices, rue de Gramont.
Cherpitel donna alors des projets pour le palais du prince Esthérazy à Vienne, pour le palais de Buckingham à Londres et pour le Premier ministre de Parme. Il publia également, chez la veuve Chéreau, un Recueil de trophées. Vers 1770, il devint un architecte connu et demandé. Il construisit rue de Grenelle l'hôtel du Châtelet, sa réalisation la plus remarquable, l'hôtel de Damas d'Antigny, l'hôtel de Rochechouart. À la chaussée d'Antin, il bâtit pour Jacques Necker un vaste hôtel loué ensuite aux Mirepoix puis aux Barentin. Au faubourg Saint-Honoré, il aménagea deux hôtels contigus pour les Sabran et le comte d'Andlau.
Dans l'île de la Cité, il reconstruisit presque entièrement l'église Saint-Barthélemy (démolie peu après son achèvement). Il succéda à Chalgrin à l'église Saint-Pierre-du-Gros-Caillou. Architecte des Économats royaux, il travailla dans les évêchés d'Agen, de Chartres, d'Orléans et de Laon. Il construisit plusieurs châteaux en province dont ceux de Varennes et d'Éverly.
Membre de l'Académie royale d'architecture depuis 1776, Cherpitel fut professeur adjoint à l'Académie et professeur à l'École des beaux-arts sous le Consulat.
Mathurin Cherpitel meurt le 13 novembre 1809 à Paris, une tombe de sa famille est au cimetière de Montmartre, avenue Cordier, 3e division. Sur la stèle on lit :
« A la mémoire de Mathurin Cherpitel, architecte, mort à 29 ans. Marie-Antoinette Cherpitel, fille de Mathurin Cherpitel et d’Anne-Marie-Louise Pionié.
Mathurin Cherpitel, père, architecte. Marie-Antoinette Toulquez, sa veuve.
Ici repose Anne-Marie-Louise Pionié, veuve de Mathurin Cherpitel fils, décédée le 2 mai 1856 ».

## Principales réalisations

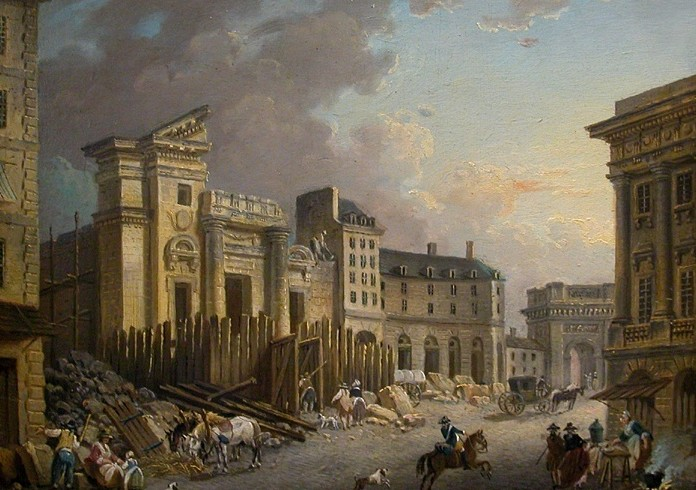
Pierre-Antoine Demachy, La Démolition de l'Église Saint-Barthélemy de la Cité, 1791. Paris, musée Carnavalet.

- Hôtel du Châtelet, 127 rue de Grenelle, Paris, 1770-1776
- Hôtel de Damas d'Antigny, actuelle ambassade de Corée du Sud, 125 rue de Grenelle, Paris[2]
- Hôtel de Rochechouart, 110 rue de Grenelle, Paris, 1776
- Église Saint-Pierre-du-Gros-Caillou, Paris
- Église Saint-Barthélemy de la Cité, Paris, 1772-1791 (détruite en 1791)
- Hôtel Necker, chaussée d'Antin[3]
- Hôtel d'Andlau, 43 rue du Faubourg-Saint-Honoré, Paris
- Hôtel de Sabran, 47 rue du Faubourg-Saint-Honoré, Paris
- Grand salon de l’hôtel de Mortemart, rue Saint-Guillaume, Paris, 1778
- Château pour le marquis de Ségur, près de Bordeaux
- Château pour le banquier Cotin, près de Bordeaux
- Château de Varennes
- Château d'Everly près de Bray-sur-Seine (Seine-et-Marne), pour le duc de Mortemart, 1785-1789 (en grande partie détruit ; subsistent les bâtiments des écuries et des remises)